# 黑帶筒金花蟲
黑帶筒金花蟲（学名：Cryptocephalus formosanus）为金花蟲科筒金花蟲屬下的一个种。其种加词“formosanus”意为“台湾的”。